# Meloe tadzhikistanicus
Meloe tadzhikistanicus is een keversoort uit de familie van oliekevers (Meloidae). De wetenschappelijke naam van de soort is voor het eerst geldig gepubliceerd in 1987 door Prispinova.